# Photolyse
Unter einer Photolyse oder Photodissoziation versteht man eine durch elektromagnetische Strahlung, besonders von Licht, ausgelöste Spaltung einer chemischen Bindung.

## Eigenschaften
Bei der Photolyse führt die Absorption von Licht im sichtbaren, ultravioletten oder noch kurzwelligerem Spektrum zur Bindungsspaltung. Die Wellenlänge des absorbierten Lichts muss energiereicher sein als die Bindungsenergie, damit eine Photolyse auftreten kann.
Sofern das Molekül nicht durch andere Bindungen zusammengehalten wird, kommt es in Folge auch zur Dissoziation der Molekülfragmente. Die Erforschung der Photolyse ist ein Teilbereich der Photochemie, die sich mit Reaktionen beschäftigt, die durch Lichtabsorption ausgelöst werden. In der Kinetik wird die Blitzlichtphotolyse zur Untersuchung schneller chemischer Reaktionen verwendet.

## Beispiele
Photolysen kleiner Moleküle sind in den oberen Atmosphärenschichten von essentieller Bedeutung. Hierzu gehören z. B. die Spaltung von molekularem Sauerstoff in Sauerstoff-Atome (O2 → 2 O), die durch Reaktion mit molekularem Sauerstoff Ozon bilden (O2 + O + M → O3 + M; M = Stoßpartner).
Photolyse von Halogenen (insbesondere Chlor, Brom) wird präparativ für radikalische Halogenierungen genutzt. Im ersten Schritt wird z. B. (molekulares) Chlor (Cl2) zu zwei Chlor-Radikalen gespalten:
Photopolymerisationen lassen sich durch Photolyse geeigneter Photoinitiatoren starten. Zum Einsatz kommen dabei insbesondere aliphatische Azoverbindungen, Hydroxyketone oder (Bis)Acylphosphinoxide.
In der organischen Photochemie sind die α-Spaltung von Ketonen (Norrish-Typ-I-Reaktion), die N2-Eliminierung aus Azoverbindungen, die N2-Eliminierung aus Aziden (Nitrenbildung) und die Barton-Reaktion (Photolyse von Nitriten) präparativ wichtige und mechanistisch gut untersuchte Reaktionen.

## Mechanistische Aspekte
Auslöser einer Photolyse ist die Absorption von Lichtquanten durch das zu photolysierende Molekül. Hierbei kommt es zur elektronischen Anregung (Anhebung eines Elektrons in ein energetisch hochliegendes Orbital), die in der Regel mit Schwingungsanregung (vibronische Anregung) einhergeht. Da die Anregung in der Regel in antibindende Orbitale erfolgt, sind die Bindungen im angeregten Zustand geschwächt.
Für die Photodissoziation kommen grundsätzlich folgende Mechanismen in Frage:
1. Der angeregte Zustand ist nicht gebunden (es gibt kein energetisches Minimum entlang der Reaktionskoordinate) und die beiden Molekülfragmente driften auseinander.
2. Der angeregte Zustand ist gebunden (es existiert ein energetisches Minimum entlang der Reaktionskoordinate), die vibronische Anregung ist jedoch ausreichend groß und die beiden Fragmente können den Potentialtopf verlassen.
3. Der angeregte Zustand ist gebunden (es existiert ein energetisches Minimum entlang der Reaktionskoordinate), die vibronische Anregung ist jedoch ausreichend groß, dass innerhalb des Potentialtopfs ein Übergang auf eine andere, dissoziative Potentialkurve/fläche erfolgen kann.
4. Das Molekül kehrt ohne im angeregten Zustand zu zerfallen auf die Grundzustandfläche zurück und zerfällt dort aufgrund der im angeregten Zustand aufgeprägten Geometrie und/oder der mitgebrachten vibronischen Anregung.

Die Photolyse von Chlor-Molekülen Cl2 (Homolytische Spaltung) ist ein Musterbeispiel für die Mechanismen 1 bis 3, wobei in diesem Fall sogar der jeweilige Anteil der einzelnen Zerfallskanäle durch die Wahl der Anregungswellenlänge gesteuert werden kann.